# Stoneham (stazione sciistica)

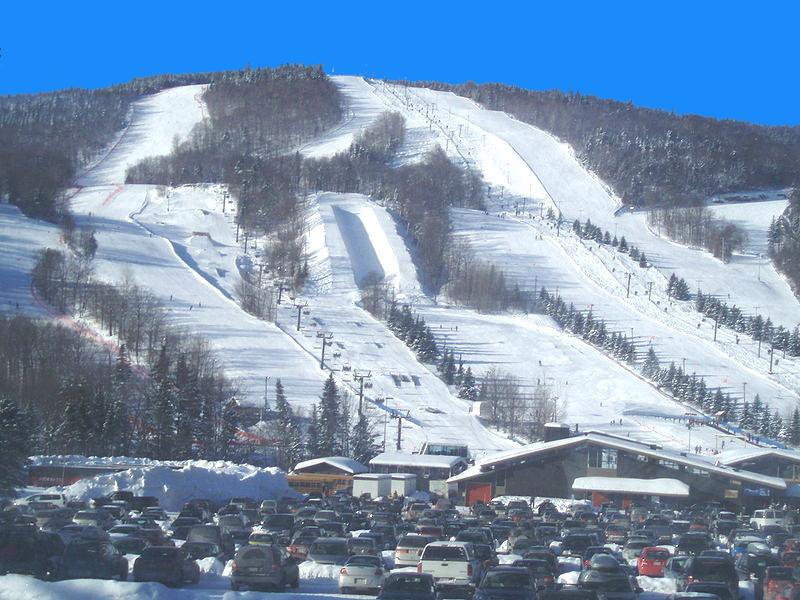

Stoneham è una stazione sciistica canadese, situata nel territorio di Stoneham-et-Tewkesbury, a nord di Québec. La stazione ha un'altitudine massima di 593 metri, con un dislivello di 345 metri. Sono presenti 42 piste da sci servite da 4 impianti di risalita. L'innevamento naturale è mediamente di 380 centimetri.